# 金牙瑶族乡
金牙瑶族乡是中华人民共和国广西壮族自治区河池市凤山县下辖的一个民族乡。

## 行政区划
金牙瑶族乡下辖以下村级行政区划单位：
上牙村、下牙村、东王村、坡茶村、猛干村、外里村、更沙村、金庄村、干存村、陇旺村、内里村和大平村。